# Coll de Panissars
Coll de Panissars är ett bergspass i Spanien.   Det ligger i provinsen Província de Girona och regionen Katalonien, i den östra delen av landet, 600 km öster om huvudstaden Madrid. Coll de Panissars ligger 324 meter över havet.
Terrängen runt Coll de Panissars är kuperad söderut, men norrut är den bergig.Runt Coll de Panissars är det ganska glesbefolkat, med 29 invånare per kvadratkilometer. Närmaste större samhälle är Llers, 18,2 km söder om Coll de Panissars. I omgivningarna runt Coll de Panissars växer i huvudsak blandskog.